# Pawel Alexejewitsch Serebrjakow
Pawel Alexejewitsch Serebrjakow (russisch Павел Алексеевич Серебряков, wiss. Transliteration Pavel Alekseevič Serebrjakov; * 28. Februar 1909 in Zarizyn; † 17. August 1977 in Leningrad) war ein russischer Pianist und Musikpädagoge.

## Leben und Werk
Serebrjakow wurde im Februar 1909 in eine Musikerfamilie hineingeboren. Sein Vater, ein Absolvent des Moskauer Konservatoriums, und die Mutter waren beide Sänger. 1923 schloss er zunächst eine Ausbildung an der Musikschule in Zarizyn ab. 1928 stellte er sich einer von Alexander Glazunow geleiteten Aufnahmeprüfung am Leningrader Konservatorium. Er wurde in die Klavierklasse von Leonid Nikolajew aufgenommen und schloss 1930 seine Basisausbildung dort ab. Bis 1932 verbesserte er sein Spiel in einer Graduiertenausbildung bei Nikolajew. Die lokale Kritik lobte das leidenschaftliche Spiel und den künstlerischen Weitblick des jungen Pianisten. In einem absolut herausragenden Teilnehmerfeld erreichte Serebrjakow 1933 beim ersten nationalen Klavierwettbewerb in Moskau einen herausragenden zweiten Platz. In der Folge begab sich Serebrjakow auf ausgedehnte gesamtsowjetische Tourneen. Erst ab Mitte der 1950er Jahre konnte er auch Konzerte im Ausland geben.
Serebrjakow erwies sich auch als ausgezeichneter Lehrer. Zudem leitete er – abgesehen von einem 10-jährigen künstlerischen Sabbatical – von 1938 bis 1951 und von 1961 bis 1967 das Leningrader Konservatorium. In diesen 10-jährigen Sabbatical erarbeitete er sich das Klavierwerk von mehreren modernen Komponisten.
Serebrjakow zeichnete sich durch die Doppelbegabung als herausragender Klavierlehrer und sehr guter Musikinstitutsmanager aus. Als Lehrer brachte er zahlreiche berühmte Klavierschüler hervor. Als Manager richtete er die Dinge des Leningrader Konservatoriums nach seiner Abwesenheit wieder zum Guten.

## Auszeichnungen
Serebrjakow wurde 1961 mit dem Leninorden und 1969 mit dem Orden des Roten Banners der Arbeit ausgezeichnet. Das Wolgograder Kunstinstitut ist nach ihm benannt. In diesem Institut findet seit 1996 regelmäßig ein internationaler Klavierwettbewerb statt.